# Université de Parakou
L'université de Parakou (UP) est une université d'Afrique de l'Ouest dont le siège est situé à Parakou au Nord du Bénin. Elle est la deuxième université publique de la République du Bénin, après celle d'Abomey-Calavi.
Dans les années 2010, le Bénin compte officiellement sept universités publiques dont celles de Kétou, d'Abomey, de Lokossa, de Porto-Novo et de Natitingou. Cette dernière résulte au fait de la dépossession de l'Université de Parakou des centres universitaires de Djougou et de Natitingou.

## Historique
Créée le 18 septembre 2001 en qualité d'établissement national autonome (décret n°2001-365), l'université de Parakou est une université publique, scientifique, technique et culturelle, dotée de la personnalité juridique et de l'autonomie financière.

## Organisation
L'UP est composée 11 entités de formation réparties en facultés, instituts de formations professionnels et écoles doctorales  :

### Liste des recteurs de l'universitaire de Parakou de 2001 à 2014[7],[8]
| N° D'Ordre | NOM & PRÉNOMS           | PÉRIODE   |
| ---------- | ----------------------- | --------- |
| 1          | Michel Boko             | 2001-2002 |
| 2          | D. Gilbert Avode        | 2002-2003 |
| 3          | Alexis Hountondji       | 2003-2006 |
| 4          | A. Simon Akpona         | 2006-2012 |
| 5          | Barthélémy Biao         | 2012-2014 |
| 6          | Prosper Gandaho         | 2014-2020 |
| 7          | Bertrand Sogbossi Bocco | 2021-     |

### Entités de Formation
| Entites de Formation | Filieres |
| --- | --- |
| FA | -Sciences et Techniques de Production Végétale (STPV) -Aménagement et Gestion des Ressources Naturelles (AGRN) -Sciences et Techniques de Production Animale (STPA) -Économie et Sociologie Rurales (ESR) -Nutrition et Sciences et Techniques Agro-alimentaires (NSAA) |
| FM | -Medecines Generales |
| IFSIO | -Soins Infirmiers et Obstétricaux |
| FDSP | -Droit Privé -Droit Public -Science Politique et relations internationales >>Master -Juriste d’Entreprises et d’Affaires (JEA) -Administration du Travail et de la Protection Sociale (ATPS) -Administration Locale et Développement Durable (ALDD) -Administration des Services Publics et Gestion du Contentieux Public (ASPGCP) -Marchés Publics et Partenariat Public- Privé (M3P) -Représentation des Intérêts et Politiques Internationales (RIPI) |
| FASEG | - ECONOMIE : >>Économie et Finance Internationales (EFI); >> Analyse et Politique Economique (APE); >> Économie Agricole (EA); >> Économie et Finance des Collectivités Locales (EFCL) - GESTION : >>Finance et Comptabilité (FC) ; >>Marketing et Management des Organisations (MMO) ; >>Entrepreneuriat et Gestion des Entreprises (EGE) ; |
| FLASH | -Département de Géographie et Aménagement du Territoire -Département de Sociologie et Anthropologie -Département d’Études Anglophones -Département des Lettres Modernes -Département d’Études Hispaniques -Département des Études Germaniques |
| IUT | >>License -Gestion des Banques (GB) -Gestion des Entreprises (GE) -Informatique de Gestion (IG) -Gestion des Transports et Logistiques (GTL) -Gestion Commerciale (GC) -Gestion des Ressources Humaines (GRH) >>Master -Géosciences et aménagement du territoire -Sociologie et médiation sociale -Études Anglaises |
| EDSAE | |
| Formation doctorale ‘Economie des Ressources Naturelles (ERN)’ ; - Formation doctorale ‘Sociologie des Ressources Naturelles (SRN)’ ; - Formation doctorale ‘Production Animale (PA)’ ; - Formation doctorale ‘Protection des Végétaux (PV)’ ; - Formation doctorale ‘Aménagement et Gestion des Ressources Naturelles (AGRN) - Formation doctorale ‘Monitoring et Conservation de la Biodiversité (MCB) - Formation doctorale ‘Population Démographie et Environnement' (PDE) | |
| ENATSE | -Licence Professionnelle en Santé Publique : Option Surveillance Epidémiologique |
| ENSPD | -Statistiques Appliquées et Planification et Suivi-Évaluation |
| EDSJPA | - Droits et de Sciences Politique |

### Centres universitaires
Depuis 2016, l'université de Parakou ne dispose plus de centre Universitaire. Mais au sein de l'université il y a des organisations non gouvernementales (ONG) comme le Centre Amour et Vie et le Centre du Bien-Être de Luttes contre le SIDA (CBELS) qui sensibilisent à propos du VIH/SIDA et également contre l'hépatite.